# Großer Preis von Kanada 1992
Der Große Preis von Kanada 1992 (offiziell XXX Grand Prix Molson du Canada) fand am 14. Juni auf dem Circuit Gilles-Villeneuve in Montreal statt und war das siebte Rennen der Formel-1-Weltmeisterschaft 1992.

## Berichte

### Hintergrund
Wegen ausstehender Zahlungen, eines gerichtlichen Verfahrens sowie Flugverspätungen standen dem Team Andrea Moda Formula zu Beginn des Rennwochenendes keine Motoren zur Verfügung. Das Brabham-Team, das ebenfalls Judd-Aggregate einsetzte, erklärte sich dazu bereit, ein Exemplar zu verleihen, sodass zumindest Roberto Moreno in die Meldeliste aufgenommen werden konnte. Er musste jedoch bereits nach vier absolvierten Runden in der Vorqualifikation wegen eines technischen Defektes aufgeben.
Gabriele Tarquini bestritt das Wochenende mit dem ersten fertiggestellten Exemplar des neuen Fondmetal GR02.
Mit Ayrton Senna (zweimal), Thierry Boutsen und Nigel Mansell (jeweils einmal) traten drei ehemalige Sieger zu diesem Grand Prix an.

### Training
Zum ersten Mal in der laufenden Saison qualifizierte sich nicht Mansell, sondern der amtierende Weltmeister Senna für die Pole-Position. Mansell folgte auf dem dritten Startplatz hinter seinem Teamkollegen Riccardo Patrese und vor Sennas Teamkollege Gerhard Berger. Michael Schumacher teilte sich die dritte Reihe mit Johnny Herbert. Martin Brundle folgte vor den beiden Ferrari F92A von Jean Alesi und Ivan Capelli.
Ähnlich wie im Vorjahr wurde eine Durchschnittsgeschwindigkeit von 200 km/h während der besten Runde des Trainingsschnellsten nur knapp verfehlt.

### Rennen
Senna ging vor Mansell, Patrese, Berger, Schumacher, Brundle und Herbert in Führung. Weiter hinten im Feld kollidierten die beiden Larrousse-Piloten Bertrand Gachot und Ukyō Katayama. Nachdem sich Gachot später infolge eines weiteren Unfalls von Streckenposten hatte anschieben lassen, wurde er wegen unerlaubter Inanspruchnahme fremder Hilfe disqualifiziert.
Im Zuge eines Versuchs, die Führung zu übernehmen, kam Mansell in einer Kurve von der Strecke ab, setzte nach dem Überfahren der Curbs mit dem Frontflügel im Kiesbett auf und drehte sich. Patrese verlor aufgrund des dadurch erforderlichen Ausweichmanövers einen Platz an Berger, wodurch sich eine Doppelführung für McLaren ergab. Mansell konnte das Rennen nicht fortsetzen. Sein Frust über dieses selbst verschuldete Ausscheiden äußerte sich in abfälligen Bemerkungen gegenüber Journalisten. Zudem beschimpfte er McLaren-Teamchef Ron Dennis.
In Runde 19 verunfallte Capelli infolge eines Defektes an seinem Ferrari. Senna schied nach 38 Runden aufgrund eines Elektrikschadens aus. Dadurch lag Berger vor Patrese, Schumacher und Brundle in Führung. Im Zuge eines Überrundungsmanövers überholte Brundle seinen Teamkollegen Schumacher. Dieser gelangte jedoch wenig später auf den zweiten Rang, da sowohl Brundle als auch Patrese wegen Getriebeproblemen aufgeben mussten. Alesi wurde Dritter. March-Pilot Karl Wendlinger belegte den vierten Rang. Katayama lag bis zur 62. Runde auf dem fünften Rang. Dann schied er wegen eines Motorschadens aus, sodass am Ende Andrea de Cesaris und Érik Comas die Plätze fünf und sechs belegten.
Durch ihre guten Resultate verringerten insbesondere Wendlinger und Comas die Gefahr für ihre Teams, ab der zweiten Saisonhälfte an der Vorqualifikation teilnehmen zu müssen.

## Meldeliste
| Team                           | Nr. | Fahrer               | Chassis          | Motor                       | Reifen |
| ------------------------------ | --- | -------------------- | ---------------- | --------------------------- | ------ |
| Honda Marlboro McLaren         | 01  | Ayrton Senna         | McLaren MP4/7A   | Honda RA122E 3.5 V12        | G      |
| Honda Marlboro McLaren         | 02  | Gerhard Berger       | McLaren MP4/7A   | Honda RA122E 3.5 V12        | G      |
| Tyrrell Racing Organisation    | 03  | Olivier Grouillard   | Tyrrell 020B     | Ilmor 2175A 3.5 V10         | G      |
| Tyrrell Racing Organisation    | 04  | Andrea de Cesaris    | Tyrrell 020B     | Ilmor 2175A 3.5 V10         | G      |
| Canon Williams Team            | 05  | Nigel Mansell        | Williams FW14B   | Renault RS3C 3.5 V10        | G      |
| Canon Williams Team            | 06  | Riccardo Patrese     | Williams FW14B   | Renault RS3C 3.5 V10        | G      |
| Motor Racing Developments      | 07  | Eric van de Poele    | Brabham BT60B    | Judd GV 3.5 V10             | G      |
| Motor Racing Developments      | 08  | Damon Hill           | Brabham BT60B    | Judd GV 3.5 V10             | G      |
| Footwork Mugen Honda           | 09  | Michele Alboreto     | Footwork FA13    | Mugen-Honda MF-351H 3.5 V10 | G      |
| Footwork Mugen Honda           | 10  | Aguri Suzuki         | Footwork FA13    | Mugen-Honda MF-351H 3.5 V10 | G      |
| Team Lotus                     | 11  | Mika Häkkinen        | Lotus 107        | Ford Cosworth HB 3.5 V8     | G      |
| Team Lotus                     | 12  | Johnny Herbert       | Lotus 107        | Ford Cosworth HB 3.5 V8     | G      |
| Fondmetal                      | 14  | Andrea Chiesa        | Fondmetal GR01   | Ford Cosworth HB 3.5 V8     | G      |
| Fondmetal                      | 15  | Gabriele Tarquini    | Fondmetal GR02   | Ford Cosworth HB 3.5 V8     | G      |
| March F1                       | 16  | Karl Wendlinger      | March CG911      | Ilmor 2175A 3.5 V10         | G      |
| March F1                       | 17  | Paul Belmondo        | March CG911      | Ilmor 2175A 3.5 V10         | G      |
| Camel Benetton Ford            | 19  | Michael Schumacher   | Benetton B192    | Ford Cosworth HB 3.5 V8     | G      |
| Camel Benetton Ford            | 20  | Martin Brundle       | Benetton B192    | Ford Cosworth HB 3.5 V8     | G      |
| BMS Scuderia Italia            | 21  | JJ Lehto             | Dallara 192      | Ferrari 037 3.5 V12         | G      |
| BMS Scuderia Italia            | 22  | Pierluigi Martini    | Dallara 192      | Ferrari 037 3.5 V12         | G      |
| Minardi Team                   | 23  | Christian Fittipaldi | Minardi M192     | Lamborghini 3512 3.5 V12    | G      |
| Minardi Team                   | 24  | Gianni Morbidelli    | Minardi M192     | Lamborghini 3512 3.5 V12    | G      |
| Ligier Gitanes Blondes         | 25  | Thierry Boutsen      | Ligier JS37      | Renault RS3C 3.5 V10        | G      |
| Ligier Gitanes Blondes         | 26  | Érik Comas           | Ligier JS37      | Renault RS3C 3.5 V10        | G      |
| Scuderia Ferrari               | 27  | Jean Alesi           | Ferrari F92A     | Ferrari 040 3.5 V12         | G      |
| Scuderia Ferrari               | 28  | Ivan Capelli         | Ferrari F92A     | Ferrari 040 3.5 V12         | G      |
| Central Park Venturi Larrousse | 29  | Bertrand Gachot      | Venturi LC92     | Lamborghini 3512 3.5 V12    | G      |
| Central Park Venturi Larrousse | 30  | Ukyō Katayama        | Venturi LC92     | Lamborghini 3512 3.5 V12    | G      |
| Sasol Jordan Yamaha            | 32  | Stefano Modena       | Jordan 192       | Yamaha OX99 3.5 V12         | G      |
| Sasol Jordan Yamaha            | 33  | Maurício Gugelmin    | Jordan 192       | Yamaha OX99 3.5 V12         | G      |
| Andrea Moda Formula            | 34  | Roberto Moreno       | Andrea Moda S921 | Judd GV 3.5 V10             | G      |

## Klassifikationen

### Qualifying
| Pos. | Fahrer               | Konstrukteur         | Vorqualifikation | Vorqualifikation  | 1. Qualifikationstraining | 1. Qualifikationstraining | 2. Qualifikationstraining | 2. Qualifikationstraining | Start |
| Pos. | Fahrer               | Konstrukteur         | Zeit             | Ø-Geschwindigkeit | Zeit                      | Ø-Geschwindigkeit         | Zeit                      | Ø-Geschwindigkeit         | Start |
| ---- | -------------------- | -------------------- | ---------------- | ----------------- | ------------------------- | ------------------------- | ------------------------- | ------------------------- | ----- |
| 01   | Ayrton Senna         | McLaren-Honda        | –                | –                 | 1:19,775                  | 199,912 km/h              | 1:20,590                  | 197,891 km/h              | 01    |
| 02   | Riccardo Patrese     | Williams-Renault     | –                | –                 | 1:19,872                  | 199,669 km/h              | 1:21,075                  | 196,707 km/h              | 02    |
| 03   | Nigel Mansell        | Williams-Renault     | –                | –                 | 1:20,157                  | 198,960 km/h              | 1:19,948                  | 199,480 km/h              | 03    |
| 04   | Gerhard Berger       | McLaren-Honda        | –                | –                 | 1:20,145                  | 198,989 km/h              | 1:21,038                  | 196,797 km/h              | 04    |
| 05   | Michael Schumacher   | Benetton-Ford        | –                | –                 | 1:20,456                  | 198,220 km/h              | 1:21,045                  | 196,780 km/h              | 05    |
| 06   | Johnny Herbert       | Lotus-Ford           | –                | –                 | 1:21,645                  | 195,333 km/h              | 1:23,043                  | 192,045 km/h              | 06    |
| 07   | Martin Brundle       | Benetton-Ford        | –                | –                 | 1:22,408                  | 193,525 km/h              | 1:21,738                  | 195,111 km/h              | 07    |
| 08   | Jean Alesi           | Ferrari              | –                | –                 | 1:21,777                  | 195,018 km/h              | 1:22,033                  | 194,410 km/h              | 08    |
| 09   | Ivan Capelli         | Ferrari              | –                | –                 | 1:22,297                  | 193,786 km/h              | 1:26,259                  | 184,885 km/h              | 09    |
| 10   | Mika Häkkinen        | Lotus-Ford           | –                | –                 | 1:22,360                  | 193,638 km/h              | 1:22,787                  | 192,639 km/h              | 10    |
| 11   | Ukyō Katayama        | Venturi-Lamborghini  | 1:27,309         | 182,662 km/h      | 1:22,510                  | 193,286 km/h              | 1:33,438                  | 170,680 km/h              | 11    |
| 12   | Karl Wendlinger      | March-Ilmor          | –                | –                 | 1:22,778                  | 192,660 km/h              | 1:22,566                  | 193,155 km/h              | 12    |
| 13   | Gianni Morbidelli    | Minardi-Lamborghini  | –                | –                 | 1:22,594                  | 193,089 km/h              | 1:23,028                  | 192,080 km/h              | 13    |
| 14   | Andrea de Cesaris    | Tyrrell-Ilmor        | –                | –                 | 1:22,635                  | 192,993 km/h              | 1:23,948                  | 189,975 km/h              | 14    |
| 15   | Pierluigi Martini    | Dallara-Ferrari      | –                | –                 | 1:24,144                  | 189,532 km/h              | 1:22,850                  | 192,492 km/h              | 15    |
| 16   | Michele Alboreto     | Footwork-Mugen-Honda | 1:25,068         | 187,474 km/h      | 1:22,878                  | 192,427 km/h              | 1:23,022                  | 192,094 km/h              | 16    |
| 17   | Stefano Modena       | Jordan-Yamaha        | –                | –                 | 1:23,023                  | 192,091 km/h              | 1:23,572                  | 190,829 km/h              | 17    |
| 18   | Gabriele Tarquini    | Fondmetal-Ford       | –                | –                 | 1:24,281                  | 189,224 km/h              | 1:23,063                  | 191,999 km/h              | 18    |
| 19   | Bertrand Gachot      | Venturi-Lamborghini  | 1:25,356         | 186,841 km/h      | 1:23,410                  | 191,200 km/h              | 1:23,138                  | 191,826 km/h              | 19    |
| 20   | Paul Belmondo        | March-Ilmor          | –                | –                 | 1:24,852                  | 187,951 km/h              | 1:23,189                  | 191,708 km/h              | 20    |
| 21   | Thierry Boutsen      | Ligier-Renault       | –                | –                 | 1:23,425                  | 191,166 km/h              | 1:23,203                  | 191,676 km/h              | 21    |
| 22   | Érik Comas           | Ligier-Renault       | –                | –                 | 1:23,537                  | 190,909 km/h              | 1:23,212                  | 191,655 km/h              | 22    |
| 23   | JJ Lehto             | Dallara-Ferrari      | –                | –                 | 1:23,793                  | 190,326 km/h              | 1:23,249                  | 191,570 km/h              | 23    |
| 24   | Maurício Gugelmin    | Jordan-Yamaha        | –                | –                 | 1:23,431                  | 191,152 km/h              | 1:24,640                  | 188,422 km/h              | 24    |
| 25   | Christian Fittipaldi | Minardi-Lamborghini  | –                | –                 | 1:23,759                  | 190,403 km/h              | 1:23,433                  | 191,147 km/h              | 25    |
| 26   | Olivier Grouillard   | Tyrrell-Ilmor        | –                | –                 | 1:23,469                  | 191,065 km/h              | 1:24,060                  | 189,722 km/h              | 26    |
| DNQ  | Aguri Suzuki         | Footwork-Mugen-Honda | –                | –                 | 1:23,958                  | 189,952 km/h              | 1:23,721                  | 190,490 km/h              | –     |
| DNQ  | Eric van de Poele    | Brabham-Judd         | –                | –                 | 1:24,858                  | 187,937 km/h              | 1:24,499                  | 188,736 km/h              | –     |
| DNQ  | Andrea Chiesa        | Fondmetal-Ford       | 1:29,562         | 178,067 km/h      | 1:25,044                  | 187,526 km/h              | 1:25,612                  | 186,282 km/h              | –     |
| DNQ  | Damon Hill           | Brabham-Judd         | –                | –                 | 1:26,641                  | 184,070 km/h              | 1:25,812                  | 185,848 km/h              | –     |
| DNPQ | Roberto Moreno       | Andrea Moda-Judd     | 1:43,557         | 154,002 km/h      | –                         | –                         | –                         | –                         | –     |

### Rennen
| Pos. | Fahrer               | Konstrukteur         | Runden | Stopps | Zeit        | Start | Schnellste Runde |
| ---- | -------------------- | -------------------- | ------ | ------ | ----------- | ----- | ---------------- |
| 01   | Gerhard Berger       | McLaren-Honda        | 69     | 0      | 1:37:08,299 | 04    | 1:22,325         |
| 02   | Michael Schumacher   | Benetton-Ford        | 69     | 0      | + 12,401    | 05    | 1:22,352         |
| 03   | Jean Alesi           | Ferrari              | 69     | 0      | + 1:07,327  | 08    | 1:23,774         |
| 04   | Karl Wendlinger      | March-Ilmor          | 68     | 0      | + 1 Runde   | 12    | 1:24,278         |
| 05   | Andrea de Cesaris    | Tyrrell-Ilmor        | 68     | 0      | + 1 Runde   | 14    | 1:24,350         |
| 06   | Érik Comas           | Ligier-Renault       | 68     | 0      | + 1 Runde   | 22    | 1:24,258         |
| 07   | Michele Alboreto     | Footwork-Mugen-Honda | 68     | 0      | + 1 Runde   | 16    | 1:23,906         |
| 08   | Pierluigi Martini    | Dallara-Ferrari      | 68     | 0      | + 1 Runde   | 15    | 1:23,856         |
| 09   | JJ Lehto             | Dallara-Ferrari      | 68     | 0      | + 1 Runde   | 23    | 1:23,695         |
| 10   | Thierry Boutsen      | Ligier-Renault       | 67     | 0      | + 2 Runden  | 21    | 1:24,284         |
| 11   | Gianni Morbidelli    | Minardi-Lamborghini  | 67     | 1      | + 2 Runden  | 13    | 1:24,371         |
| 12   | Olivier Grouillard   | Tyrrell-Ilmor        | 67     | 1      | + 2 Runden  | 26    | 1:23,883         |
| 13   | Christian Fittipaldi | Minardi-Lamborghini  | 65     | 0      | DNF         | 25    | 1:24,206         |
| 14   | Paul Belmondo        | March-Ilmor          | 64     | 1      | + 5 Runden  | 20    | 1:25,860         |
| –    | Ukyō Katayama        | Venturi-Lamborghini  | 61     | 0      | DNF         | 11    | 1:23,853         |
| –    | Martin Brundle       | Benetton-Ford        | 45     | 0      | DNF         | 07    | 1:22,328         |
| –    | Riccardo Patrese     | Williams-Renault     | 43     | 0      | DNF         | 02    | 1:22,871         |
| –    | Ayrton Senna         | McLaren-Honda        | 37     | 0      | DNF         | 01    | 1:23,728         |
| –    | Stefano Modena       | Jordan-Yamaha        | 36     | 0      | DNF         | 17    | 1:26,349         |
| –    | Mika Häkkinen        | Lotus-Ford           | 35     | 0      | DNF         | 10    | 1:24,659         |
| –    | Johnny Herbert       | Lotus-Ford           | 34     | 0      | DNF         | 06    | 1:24,639         |
| –    | Ivan Capelli         | Ferrari              | 18     | 0      | DNF         | 09    | 1:25,500         |
| –    | Nigel Mansell        | Williams-Renault     | 14     | 0      | DNF         | 03    | 1:25,408         |
| –    | Maurício Gugelmin    | Jordan-Yamaha        | 14     | 0      | DNF         | 24    | 1:27,223         |
| –    | Gabriele Tarquini    | Fondmetal-Ford       | 0      | 0      | DNF         | 18    | –                |
| DSQ  | Bertrand Gachot      | Venturi-Lamborghini  | 14     | 1      | DNF         | 19    | 1:26,971         |

## WM-Stände nach dem Rennen
Die ersten sechs des Rennens bekamen 10, 6, 4, 3, 2 bzw. 1 Punkt(e).

### Fahrerwertung
| Pos. | Fahrer             | Konstrukteur         | Punkte |
| ---- | ------------------ | -------------------- | ------ |
| 01   | Nigel Mansell      | Williams-Renault     | 56     |
| 02   | Riccardo Patrese   | Williams-Renault     | 28     |
| 03   | Michael Schumacher | Benetton-Ford        | 26     |
| 04   | Ayrton Senna       | McLaren-Honda        | 18     |
| 05   | Gerhard Berger     | McLaren-Honda        | 18     |
| 06   | Jean Alesi         | Ferrari              | 11     |
| 07   | Michele Alboreto   | Footwork-Mugen-Honda | 5      |
| 08   | Martin Brundle     | Benetton-Ford        | 5      |
| 09   | Andrea de Cesaris  | Tyrrell-Ilmor        | 4      |
| 10   | Karl Wendlinger    | March-Ilmor          | 3      |
| 11   | Ivan Capelli       | Ferrari              | 2      |
| 12   | Pierluigi Martini  | Dallara-Ferrari      | 2      |
| 13   | Johnny Herbert     | Lotus-Ford           | 1      |
| 14   | Mika Häkkinen      | Lotus-Ford           | 1      |
| 15   | Bertrand Gachot    | Venturi-Lamborghini  | 1      |

| Pos. | Fahrer               | Konstrukteur         | Punkte |
| ---- | -------------------- | -------------------- | ------ |
| 16   | Érik Comas           | Ligier-Renault       | 1      |
| 17   | Aguri Suzuki         | Footwork-Mugen-Honda | 0      |
| 18   | Maurício Gugelmin    | Jordan-Yamaha        | 0      |
| 19   | Gianni Morbidelli    | Minardi-Lamborghini  | 0      |
| 20   | JJ Lehto             | Dallara-Ferrari      | 0      |
| 21   | Christian Fittipaldi | Minardi-Lamborghini  | 0      |
| 22   | Olivier Grouillard   | Tyrrell-Ilmor        | 0      |
| 23   | Ukyō Katayama        | Venturi-Lamborghini  | 0      |
| 24   | Thierry Boutsen      | Ligier-Renault       | 0      |
| 25   | Paul Belmondo        | March-Ilmor          | 0      |
| 26   | Eric van de Poele    | Brabham-Judd         | 0      |
| –    | Gabriele Tarquini    | Fondmetal-Ford       | 0      |
| –    | Stefano Modena       | Jordan-Yamaha        | 0      |
| –    | Andrea Chiesa        | Fondmetal-Ford       | 0      |
| –    | Roberto Moreno       | Andrea Moda-Judd     | 0      |

### Konstrukteurswertung
| Pos. | Konstrukteur         | Punkte |
| ---- | -------------------- | ------ |
| 01   | Williams-Renault     | 84     |
| 02   | McLaren-Honda        | 36     |
| 03   | Benetton-Ford        | 31     |
| 04   | Ferrari              | 13     |
| 05   | Footwork-Mugen-Honda | 5      |
| 06   | Tyrrell-Ilmor        | 4      |
| 07   | March-Ilmor          | 3      |
| 08   | Lotus-Ford           | 2      |

| Pos. | Konstrukteur        | Punkte |
| ---- | ------------------- | ------ |
| 09   | Dallara-Ferrari     | 2      |
| 10   | Ligier-Renault      | 1      |
| 11   | Venturi-Lamborghini | 1      |
| 12   | Jordan-Yamaha       | 0      |
| 13   | Minardi-Lamborghini | 0      |
| 14   | Brabham-Judd        | 0      |
| –    | Fondmetal-Ford      | 0      |
| –    | Andrea Moda-Judd    | 0      |